# Anadolu Rock
Anadolu Rock ist eine Bezeichnung für türkische Rockmusik.

## Entwicklung
Die türkische Rockszene begann Mitte der 1960er, als populäre Musikgruppen aus den Vereinigten Staaten und dem Vereinigten Königreich auch in der Türkei einen hohen Bekanntheitsgrad erreichten. Sehr bald vollzogen Künstler wie Moğollar eine unverwechselbare Verschmelzung aus Rock- und Volksmusik. Moğollar nahmen 1971 in Paris die legendäre LP Anadolu Pop (Titel der türkischen Ausgabe) auf, die mit dem Grand Prix du Disque der Akademie Charles Cross ausgezeichnet wurde.
Der Großteil des Materials von diesem Album (Originalname: Les Danses et Rythmes de la Turquie d'hier à aujourd'hui) stammt von Murat Ses (Kompositionen wie Legend of Mount Ararat (Ağrı Dağı Efsanesi)).
Nach der Veröffentlichung des Albums wurde als Gattungsbegriff zunächst Anadolu Pop und später Anadolu Rock verwendet. Anadolu Rock beschreibt bis heute ganz allgemein die meisten Formen türkischer Rockmusik und Fusionen dieser Art.
Von 1966 bis 1975 war Psychedelic Rock und danach Progressive Rock in der Türkei sehr populär. Die bekanntesten Künstler dieser Musikrichtungen sind Barış Manço, Cem Karaca, Erkin Koray, Fikret Kızılok und Moğollar, damals noch mit Murat Ses. Einen gesellschaftspolitischen Schwerpunkt prägt die in den 1980er Jahren entstandene Özgün Müzik. Die 2016 gegründete niederländische Band Altın Gün orientiert sich an dieser Musiktradition mit einem modernen psychedelischen Rock-Sound.

## Musiker
- Moğollar
- Derdiyoklar
- Erkin Koray
- Cem Karaca
- Barış Manço, Gruppe Kurtalan Ekspres
- Gültekin Kaan
- Haluk Levent
- Tufan Kıraç
- Murat Ses
- Barış Akarsu
- Selda Bağcan